# 川西町 (新潟県)

十日町地域において、平成の大合併をした箇所。当町は信濃川を挟んで十日町中心部と相対する。

川西町（かわにしまち）は、新潟県の中越地方、中魚沼郡の北西部に位置していた町である。周辺自治体と2005年4月1日に合併したため、消滅した。

## 歴史
川西町周辺は古くから「妻有郷」と呼ばれていた。仙田地区では渋海川の流れを直線化する「瀬替え」により、新田開発や洪水防止の取組みが行われてきた。
1956年9月1日に千手町、上野村、橘村、仙田村の4町村の合併により、川西町が成立した。その後、次第に人口は減少局面に入った。
2000年に実施された国勢調査によれば、十日町市への通勤率は29.3 %であった。このように十日町市との結び付きが強かった川西町は、2005年4月1日に十日町市、中魚沼郡中里村、東頸城郡松代町・松之山町と合併した。この日を以って新設の十日町市の一部に変わったため、川西町は消滅した。

### 年表
- 1956年9月1日：新潟県中魚沼郡千手町、上野村、橘村、仙田村の4町村の合併により川西町が成立した[3][4]。
- 1967年：桐山集落を東頸城郡松代町に分町[3]。
- 1972年：霧谷集落、平見集落、星名新田集落が閉村[3]。
- 1984年：藤沢集落が閉村[3]。
- 1986年：越ケ沢集落が閉村[3]。
- 2004年10月23日：新潟県中越地震が発生し、川西町では震度6弱を観測した。
- 2005年4月1日：十日町市、中魚沼郡中里村、東頸城郡松代町・松之山町と合併して、新たに十日町市が成立した。これに伴い、川西町は消滅した。

## 地理
東部は信濃川流域の河岸段丘に位置する肥沃な土地である。西部の渋海川流域は中山間地域である。県市町村課が2000年に調査した「固定資産の価格等の概要」によれば、川西町の面積のうち、田畑は21.3 %、宅地は2.8 %であり、その他は山林や雑種地などが占めていた。

### 隣接していた自治体
- 十日町市
- 小千谷市
- 刈羽郡小国町
- 刈羽郡高柳町
- 東頸城郡松代町

### 山
- 室島城山、赤谷城山、庄司山 - これらは町域内の山々であった。
- 高耕地山、薬師岳 - これらは町域の西端部で、高柳町との行政境界を構成する山々の一部であった。
- 権現山 - 町域の南端部だが、ここも十日町市との行政境界であった。

### 河川
- 信濃川 - 町域の東端部を、概ね北へ流れていた。十日町市との行政境界であった。
- 渋海川 - 町域の西部を、概ね北へ流れていた。信濃川の支流だが、町域内では合流せず、小国町へ流出していた。

### 湖沼
町域内の水域は、ほとんどが河川であった。ただし例えば、川西ダム、長福寺ダム、五升苗ダムのような小規模なダムによって作られた人工の池が有った。なお、庄司山の南麓の五升苗ダムによる人工の池は、規模が比較的大きい。

## 経済
農業
2000年の生産農業所得統計によれば、農業粗生産額の品目別割合においてコメが、78.6 %だった。
工業
塩辛農工団地
川西町役場の近く、信濃川の近くの上新井地区に、発電所が立地していた。

## 行政
川西町役場は、町域南東端部に置かれていた。

## 姉妹都市・提携都市
全て日本国内の「川西」と付く自治体であった。
- 川西市（兵庫県）
- 川西町（山形県東置賜郡）
- 川西町（奈良県磯城郡）

## 教育

### 高等学校
- 新潟県立川西高等学校 - 合併後の2018年に閉校した。

### 中学校
- 川西町立川西中学校 - 合併に伴い、十日町市立川西中学校と改名された。

### 小学校
- 川西町立千手小学校 - 合併に伴い、十日町市立千手小学校と改名された。
- 川西町立上野小学校 - 合併に伴い、十日町市立上野小学校と改名された。
- 川西町立橘小学校 - 合併に伴い、十日町市立橘小学校と改名された。
- 川西町立仙田小学校〈2代目〉- 合併後の2009年に十日町市立上野小学校へ統合された[5]。

## 交通

### 鉄道
町内に鉄道は通っておらず、隣接する十日町市内の十日町駅などが最寄りであった。

### バス
- 越後交通[2]
- 越後柏崎観光バス[2]

### 道路
高速道路
無し。
一般国道
- 国道252号 - 町域の中央部を東西に横断していた。高柳町との行政境界の山々は山中トンネルで抜け、町域の中央部の山々は越ヶ沢トンネルで抜けていた。信濃川を栄橋で越えて、十日町市との行政境界を抜けていた。
- 国道403号 - 町域の西部を南北に縦貫していた。山道であり、町域内に渋海トンネルを始めとして、トンネルが複数有った。
  - 大白倉バイパス

都道府県道
- 主要地方道
  - 新潟県道49号小千谷十日町津南線 - 町域の東部を南北に縦貫していた。川西町役場も、この道の傍に有った。
  - 新潟県道56号小千谷大沢線 - 町域の北端部を東西に走る山道であった。冬期間は通行止めの区間であった。
  - 新潟県道75号十日町川西線 - 国道403号から分岐し、南の権現山方面の峠が、十日町市との行政境界であった。

道の駅
- 瀬替えの郷せんだ

## 名所・旧跡・観光スポット・祭事・催事

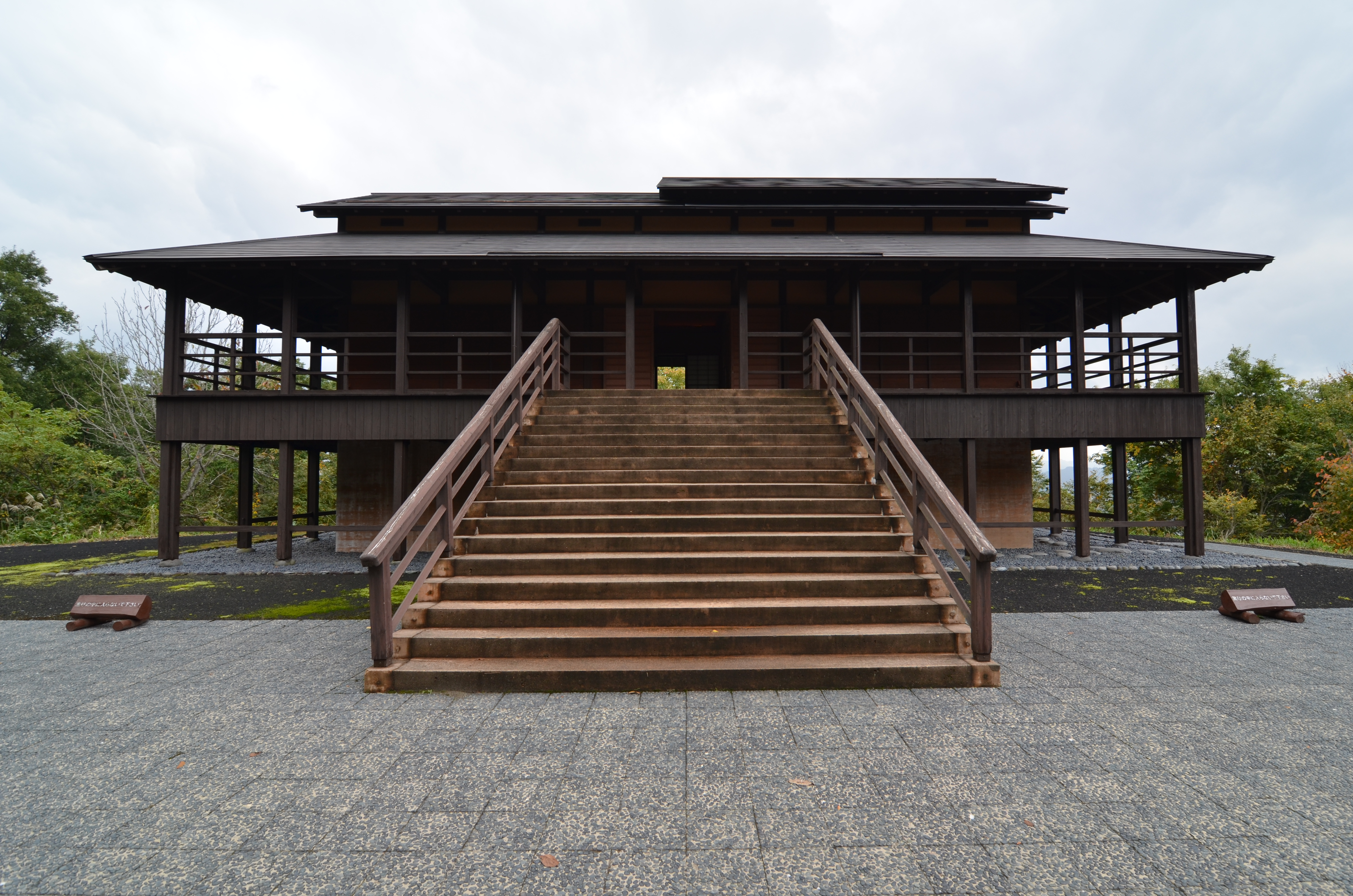
『光の館』。越後妻有アートトリエンナーレ（大地の芸術祭）に伴って恒久的に設置された作品。中にジェームズ・タレルの作品が有る。

2001年度における目的別観光入込客数では「温泉」が最も多く、153,220人であった。次いで「祭り・イベント」が21,800人であった。
- 川西八景[1]
  - 節黒城跡
  - 千手観音
  - 二六公園とブナ林
  - 川西ダム
  - 松葉沢公園
  - 観光道路からの展望
  - 信濃川の河岸段丘
  - 赤谷十二神社の大ケヤキ
- 西永寺（国登録有形文化財）
- 大地の芸術祭 越後妻有アートトリエンナーレ
  - 光の館
- ナカゴグリーンパーク
- 月見ヶ原公園
- 千手温泉 千年の湯
- 川西句碑公園・ブナ林
- 清龍寺
- 小嶋屋総本店

## 出身有名人
- 平野壮弦 - 書家である。2002 FIFAワールドカップの公式ポスターデザインなどを手掛けた。
- 田口直人 - 1999年7月10日から川西町の町長であった。また、合併後初代の十日町市長でもある。